# 鴻巣市産業観光館
鴻巣市産業観光館（こうのすしさんぎょうかんこうかん）は、埼玉県鴻巣市人形にある展示施設。愛称は「ひなの里」。鴻巣市が設置し、鴻巣市観光協会が指定管理者となっている。2012年4月1日（2月12日プレオープン）に正式にオープンした。

## 概要
鴻巣の伝統工芸である人形産業や、全国的にも名高い花卉栽培を中心とした鴻巣市の産業を紹介し、また観光情報の発信施設として、鴻巣人形町に開設された。施設は、埼玉県の景観重要建造物に指定されている明治時代の蔵が利用され、特産品販売スペース、会議室、多目的広場なども併設されている。
なお、かつては江戸時代から続く老舗人形店「雛屋」が開設していた雛屋歴史資料館で、店の閉店に伴い資料と共に鴻巣市へ寄贈したものである。

## 利用案内
- 住所: 埼玉県鴻巣市人形1-4-20
- 開館時間: 9:00-17:00
- 休館日: 毎週水曜日、年末年始
- 入館料: 無料

## アクセス
- （電車）JR東日本高崎線鴻巣駅東口より徒歩15分または市内循環バスフラワー号（北本駅東口行き　人形町経由）で、ひなの里前停留所下車すぐ
- （車）埼玉県道164号鴻巣桶川さいたま線　本町（南）交差点そば